# چقاصراحی
چقاصراحی، روستایی از توابع بخش خزل شهرستان نهاوند در استان همدان ایران است.

## جمعیت
این روستا در دهستان خزل قرار دارد و براساس سرشماری مرکز آمار ایران در سال ۱۳۹۵، جمعیت آن ۲۴۴ نفر (۷۴خانوار) بوده‌است.